# Luiz Ovando
Luiz Alberto Ovando (Corumbá, 25 de setembro de 1949), ou simplesmente Luiz Ovando, é um médico e político brasileiro filiado ao Progressistas (PP).
Em 2018, foi eleito deputado federal pelo Mato Grosso do Sul, alcançando 50.376 votos (4,06% dos válidos). Nas eleições de 2022, foi reeleito para um novo mandato na Câmara dos Deputados, recebendo 45.491 votos (3,23% dos válidos).

## Desempenho em Eleições
| Ano  | Eleição                        | Partido | Cargo             | Votos  | %     | Resultado  | Ref    |
| ---- | ------------------------------ | ------- | ----------------- | ------ | ----- | ---------- | ------ |
| 1998 | Estadual do Mato Grosso do Sul | PPS     | Deputado Estadual | 2.303  | 0,27% | Não Eleito | [ 5 ]  |
| 2000 | Municipal de Campo Grande      | PPS     | Vice-prefeito     | 13.925 | 4,25% | Não Eleito | [ 6 ]  |
| 2004 | Municipal de Campo Grande      | PPS     | Vereador          | 1.882  | 0,49% | Suplente   | [ 7 ]  |
| 2008 | Municipal de Campo Grande      | PPS     | Vereador          | 2.592  | 0,64% | Suplente   | [ 8 ]  |
| 2012 | Municipal de Campo Grande      | PSC     | Vereador          | 2.714  | 0,63% | Suplente   | [ 9 ]  |
| 2014 | Estadual do Mato Grosso do Sul | PSC     | Deputado Federal  | 9.476  | 0,74% | Suplente   | [ 10 ] |
| 2016 | Municipal de Campo Grande      | PSC     | Vereador          | 2.940  | 0,70% | Não Eleito | [ 11 ] |
| 2018 | Estadual do Mato Grosso do Sul | PSL     | Deputado Federal  | 50.376 | 4,06% | Eleito     | [ 2 ]  |
| 2022 | Estadual do Mato Grosso do Sul | PP      | Deputado Federal  | 45.491 | 3,23% | Eleito     | [ 12 ] |